# أيغيل كنوتسن
أيغيل كنوتسن هو سياسي نرويجي، ولد في 28 أكتوبر 1988 في Karmøy ‏ في النرويج. نشط حزبياً في حزب العمال. في الانتخابات البرلمانية النرويجية 2017، انتخب عضو برلمان النرويج ‏ عن دائرة دائرة هوردالان ‏ وقد انضم خلال فترته النيابية ‏ (1 أكتوبر 2017 – 30 سبتمبر 2021) للكتلة البرلمانية حزب العمال وانتخب نائب عضو برلمان النرويج ‏ عن دائرة دائرة هوردالان ‏ وقد انضم خلال فترته النيابية ‏ (2013 – 2017) للكتلة البرلمانية حزب العمال.